# Dinohippus
A Dinohippus az emlősök (Mammalia) osztályának páratlanujjú patások (Perissodactyla) rendjébe, ezen belül a lófélék (Equidae) családjába tartozó fosszilis nem.

## Tudnivalók
A Dinohippus („förtelmes ló”), Észak-Amerika endemikus lóféléje volt, amely 10,3-3,6 millió évvel ezelőtt élt, a miocén második felének elejétől, egészen a pliocén kor vége feléig. Körülbelül 6,7 millió évig élt a Földön.

## Felfedezése és leírása
A Dinohippus volt a legelterjedtebb lóféle Észak-Amerikában a késő pliocén korszak idején, és mint az Equus-fajoknak, neki sem volt bemélyült pofája. Az állatnak jellegzetes „álló szerkezete” volt, amely csontokból és inakból épült fel; ez segítette az erő spórolásában. A Dinohippus az első lóféle, amely ilyen jellegzetességet mutat; ez is közeli rokonságba állítja a mai lóval.  Először azt hitték, hogy a Dinohippus egyujjú volt, de aztán találtak egy kövületet 1981-ben, Nebraska államban, amelynek három ujja volt.

## Lelőhelyek
Az állat kövületeit Észak-Amerikában, több mint 30 lelőhelyen lehet megtalálni, Floridától a kanadai Alberta tartományig és Közép-Mexikóig; de újabban Panamából is előkerült, az úgynevezett Alajuela-formációból.

## Morfológia
M. Mendoza, C. M. Janis, P. Palmqvist, M. T. Alberdi, J. L. Prado, és E. Ortiz-Jaureguizar őslénykutatók együtt három példánynak tanulmányozták a testtömegét:
- 1. példány: 567,7 kilogramm
- 2. példány: 536,5 kilogramm
- 3. példány: 224 kilogramm

## Rendszerezés
A nembe az alábbi 8 faj tartozik:
- †Dinohippus edensis Frick, 1924
- †Dinohippus interpolatus Cope, 1893
- †Dinohippus leardi Drescher, 1941
- †Dinohippus leidyanus Osborn, 1918 - típusfaj
- †Dinohippus mexicanus Lance, 1950
- †Dinohippus osborni Frick, 1924
- †Dinohippus pachyops Cope, 1893
- †Dinohippus subvenus Quinn, 1955

## Képek

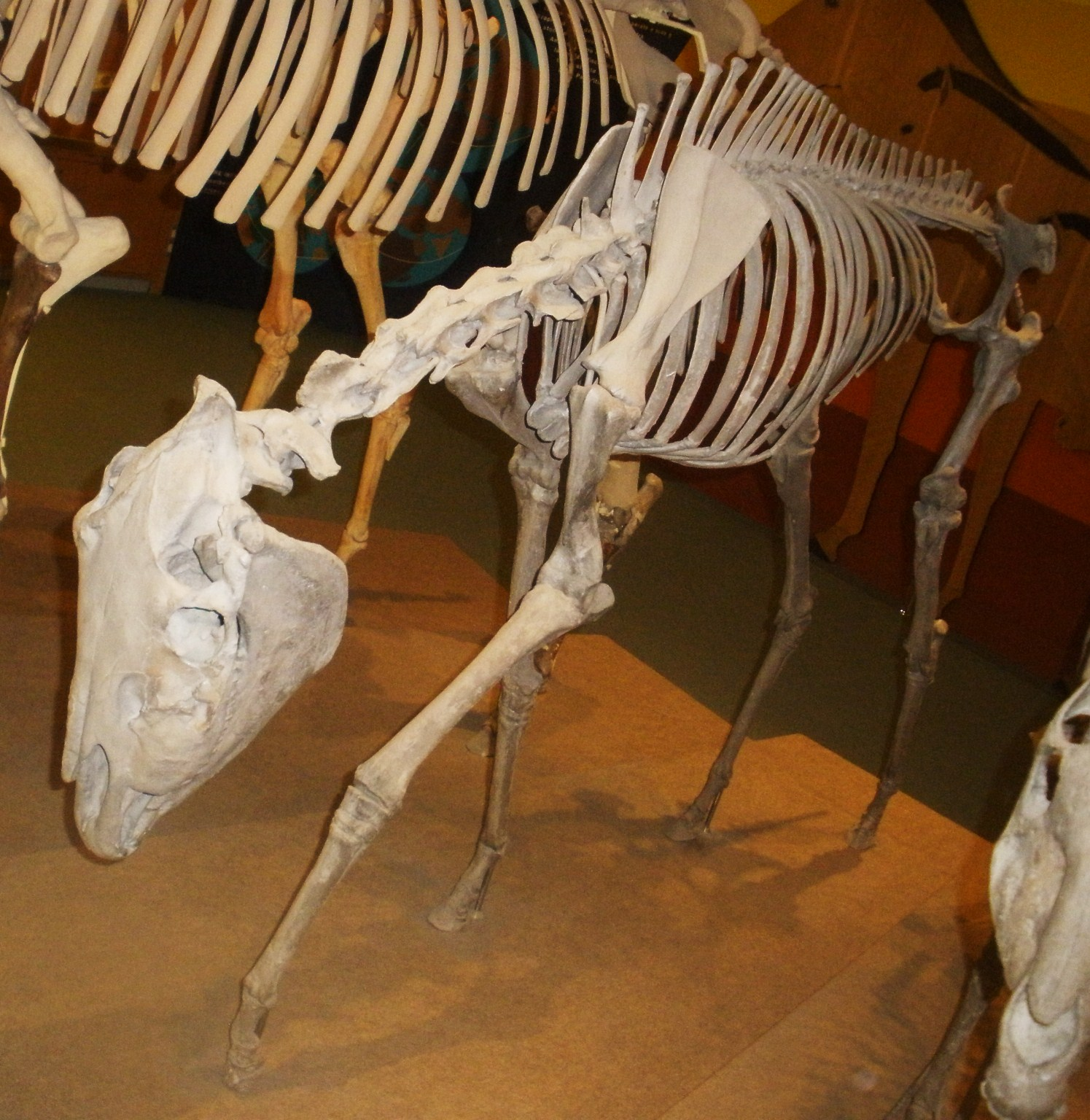
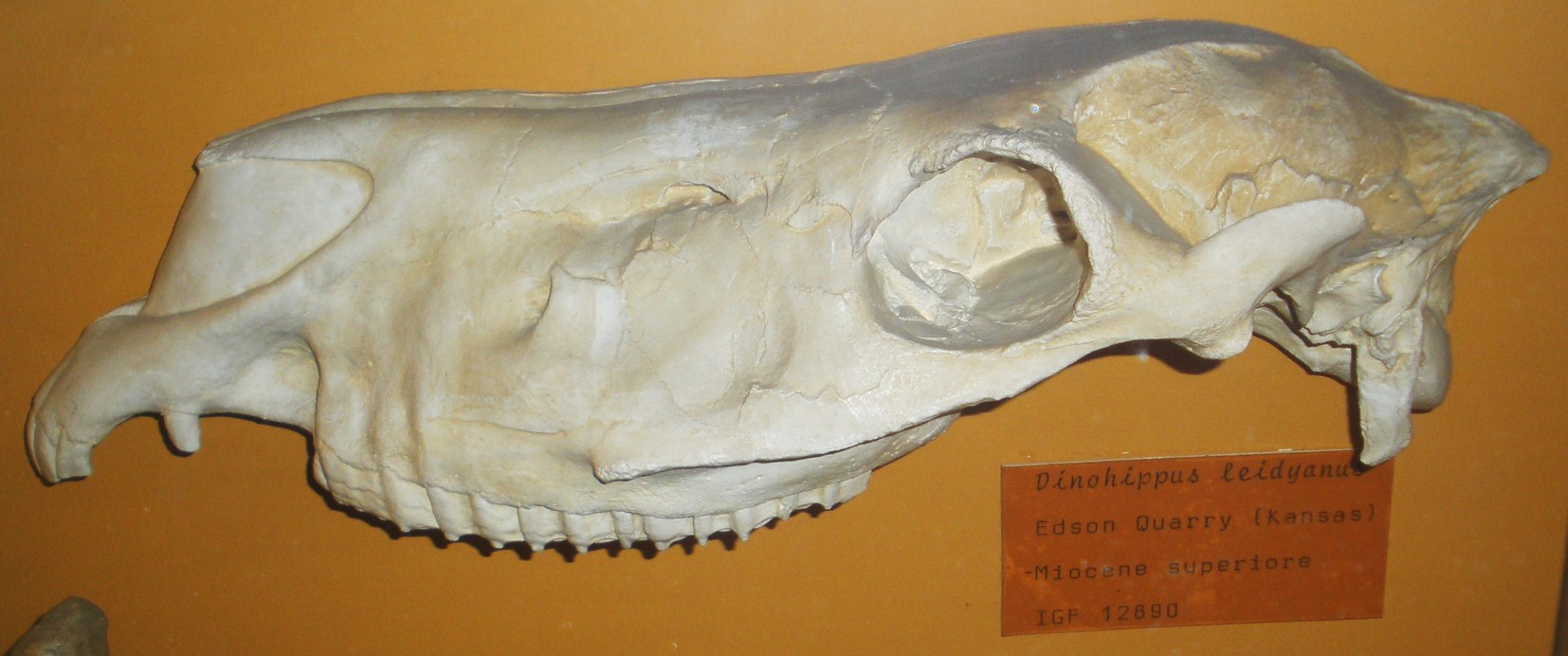
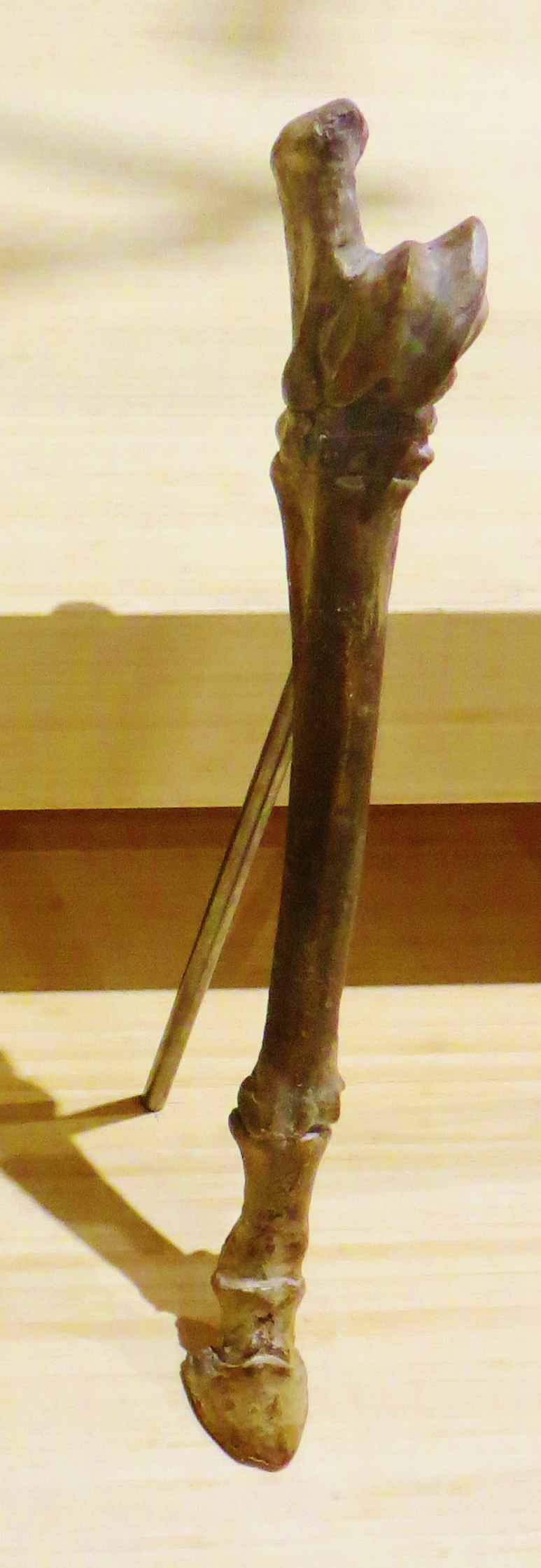
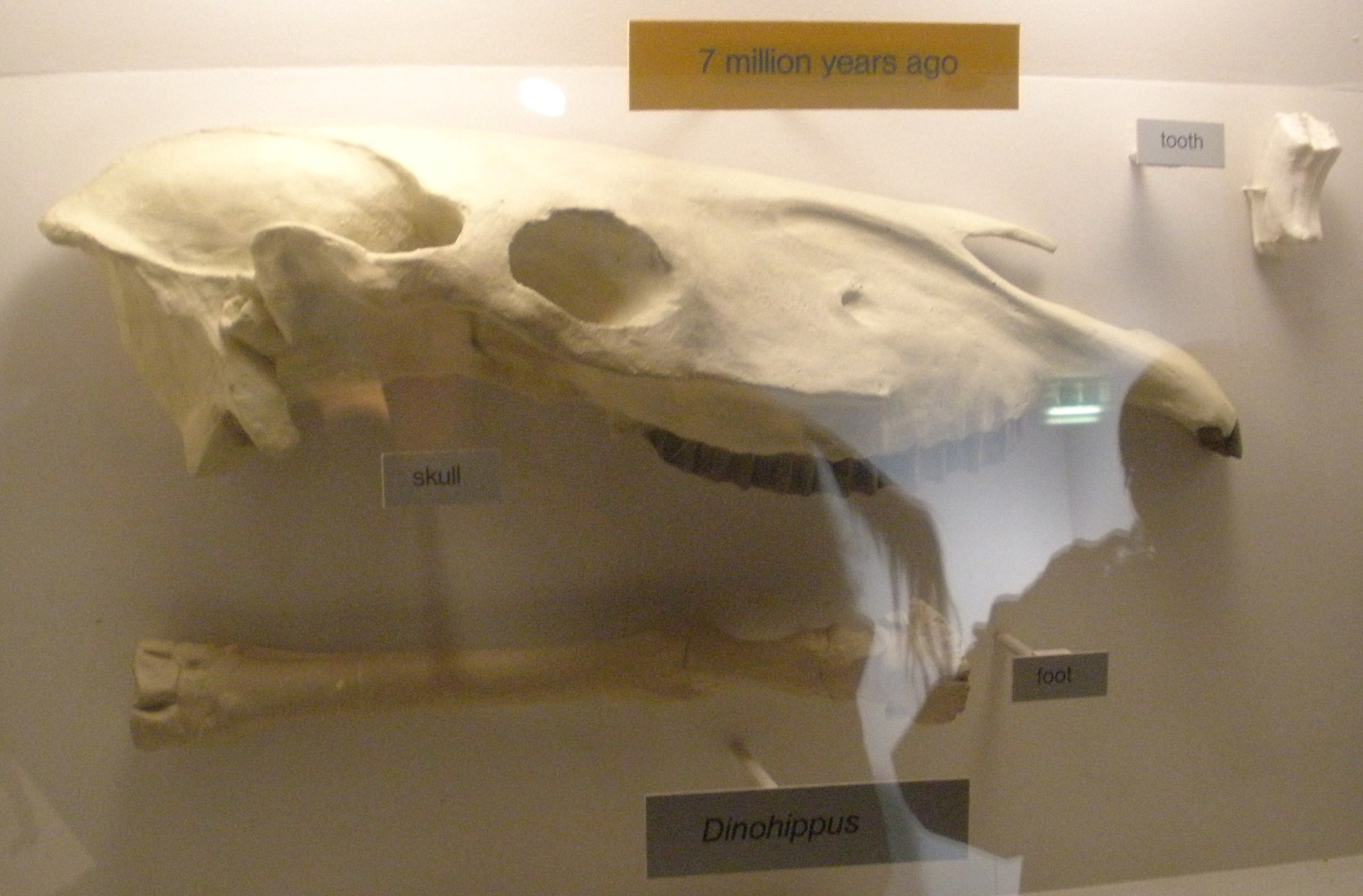

## Fordítás
- Ez a szócikk részben vagy egészben  a   Dinohippus című angol Wikipédia-szócikk ezen változatának fordításán alapul.  Az eredeti cikk szerkesztőit annak laptörténete sorolja fel. Ez a jelzés csupán a megfogalmazás eredetét és a szerzői jogokat jelzi, nem szolgál a cikkben szereplő információk forrásmegjelöléseként.